# East Newark (Nueva Jersey)
East Newark es un borough ubicado en el condado de Hudson en el estado estadounidense de Nueva Jersey. En el año 2010 tenía una población de 2.406 habitantes y una densidad poblacional de 8.020 personas por km².

## Geografía
East Newark se encuentra ubicado en las coordenadas 40°45′01″N 74°09′47″O / 40.75028, -74.16306.
De acuerdo con la Oficina del Censo de Estados Unidos, la ciudad tiene un área total de 0.1 millas cuadradas (0,3 km²), de los cuales, 0.1 millas cuadradas (0,3 km²) de él son tierra y 0.04 millas cuadradas (0,1 km²) de él (16.67%) es el agua.

## Demografía
Según la Oficina del Censo en 2000 los ingresos medios por hogar en la localidad eran de $44,352 y los ingresos medios por familia eran $46,375. Los hombres tenían unos ingresos medios de $31,875 frente a los $24,231 para las mujeres. La renta per cápita para la localidad era de $16,415. Alrededor del 12.6% de la población estaba por debajo del umbral de pobreza.